# Związek Powstańców Wielkopolskich
Związek Powstańców Wielkopolskich (ZPW) – organizacja kombatancka okresu II RP skupiająca uczestników powstania wielkopolskiego.

## Historia
Organizacja została założona  w 1928 r. jako kontynuacja Związku Uczestników Powstania Wielkopolskiego 1918–1919, założonej w 1920 r. W latach 1928–1931 część weteranów Powstania Wielkopolskiego 1918-1919 przystąpiła do ogólnokrajowej organizacji kombatanckiej o nazwie Związek byłych Uczestników Powstań Narodowych RP, który miał własną odznakę o nazwie „Odznaka powstańcza”. Nadawał ją, wystawiając odznaczonemu dyplom potwierdzający nadanie, Zarząd Główny w Warszawie lub Zarząd Ziem Zachodnich Związku b. Uczestników Powstań Narodowych Rzeczypospolitej Polskiej w Poznaniu. Wykonywana w kształcie złotego krzyża kawalerskiego z pękami promieni pomiędzy ramionami, pokrytego czerwoną emalią, z orłem białym (w wersji emaliowanej) lub orłem srebrnym na tarczce środkowej.
W 1931 r. wielkopolska część organizacji utworzyła nową ogólnokrajową organizację kombatancką o nazwie Związek Weteranów Powstań Narodowych RP 1914–1919. Odznakę zmieniono wówczas przez dodanie litery „W” na dolnym ramieniu krzyża i dat: „1914” i „1919” na ramionach bocznych. Odznaczonym wystawiano dyplomy z nazwą „Odznaka związkowa”. W latach 1928-1937 w składzie Związku Weteranów Powstań Narodowych RP. Od 1938 r. związek był samodzielny, działał do 1939 r.
Do 1939 r. zarząd główny ZPW mieścił się przy ul. Adama Mickiewicza 36 w Poznaniu.
W 1946 r. reaktywowany pod nazwą Związek Weteranów Powstań Wielkopolskich. W 1949 r. wszedł w skład ZBoWiD.

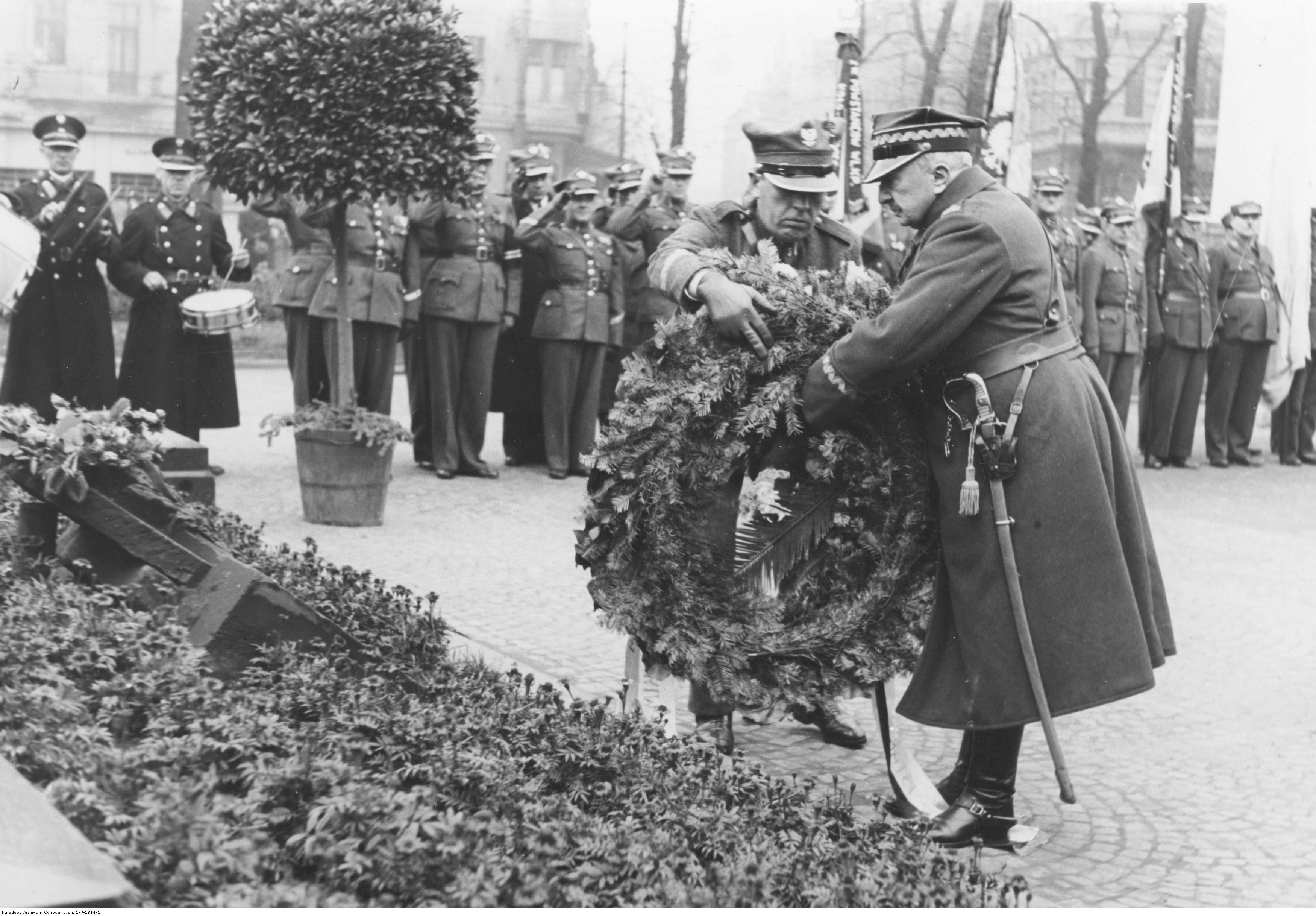
Zjazd ZPW w Katowicach 15.11.1938 r. Prezes ZPW gen. Kazimierz Raszewski składa wieniec na płycie Nieznanego Powstańca.